# Juncus stipulatus
Juncus stipulatus là một loài thực vật có hoa trong họ Juncaceae. Loài này được Nees & Meyen mô tả khoa học đầu tiên năm 1843.